# Palpimanus vultuosus
Palpimanus vultuosus là một loài nhện trong họ Palpimanidae. Loài này được phát hiện ở Ấn Độ.